# Cebrennus powelli
Cebrennus powelli är en spindelart som beskrevs av Fage 1921. Cebrennus powelli ingår i släktet Cebrennus och familjen jättekrabbspindlar.
Artens utbredningsområde är Marocko. Inga underarter finns listade i Catalogue of Life.